# とん平焼き

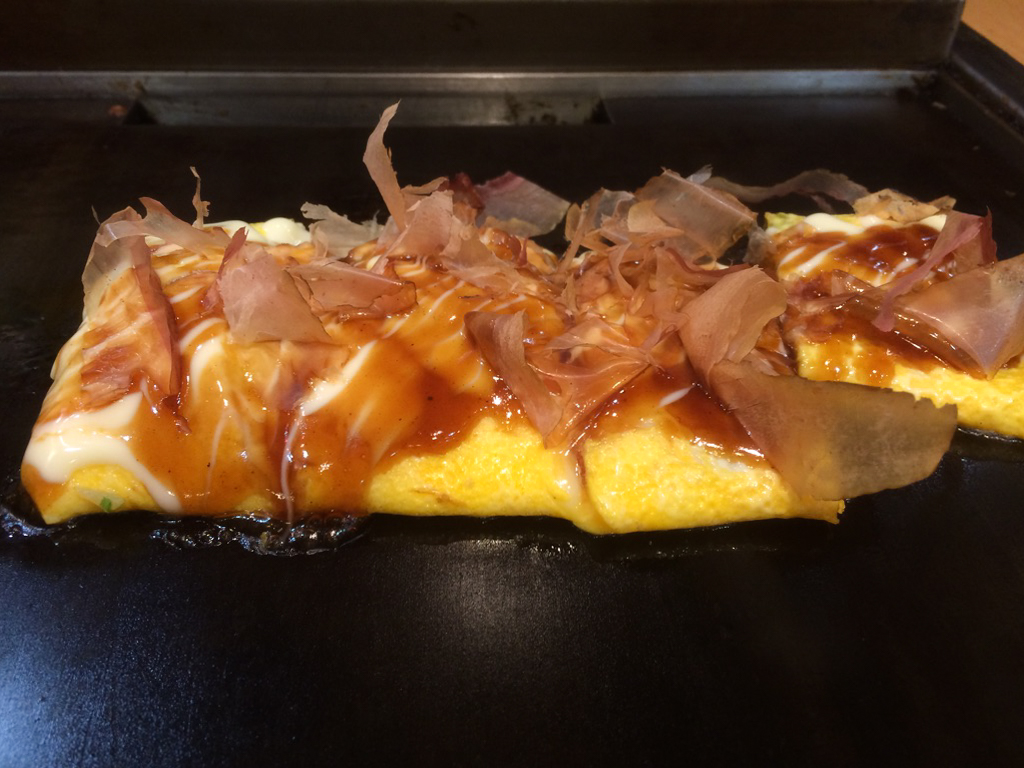
とん平焼き

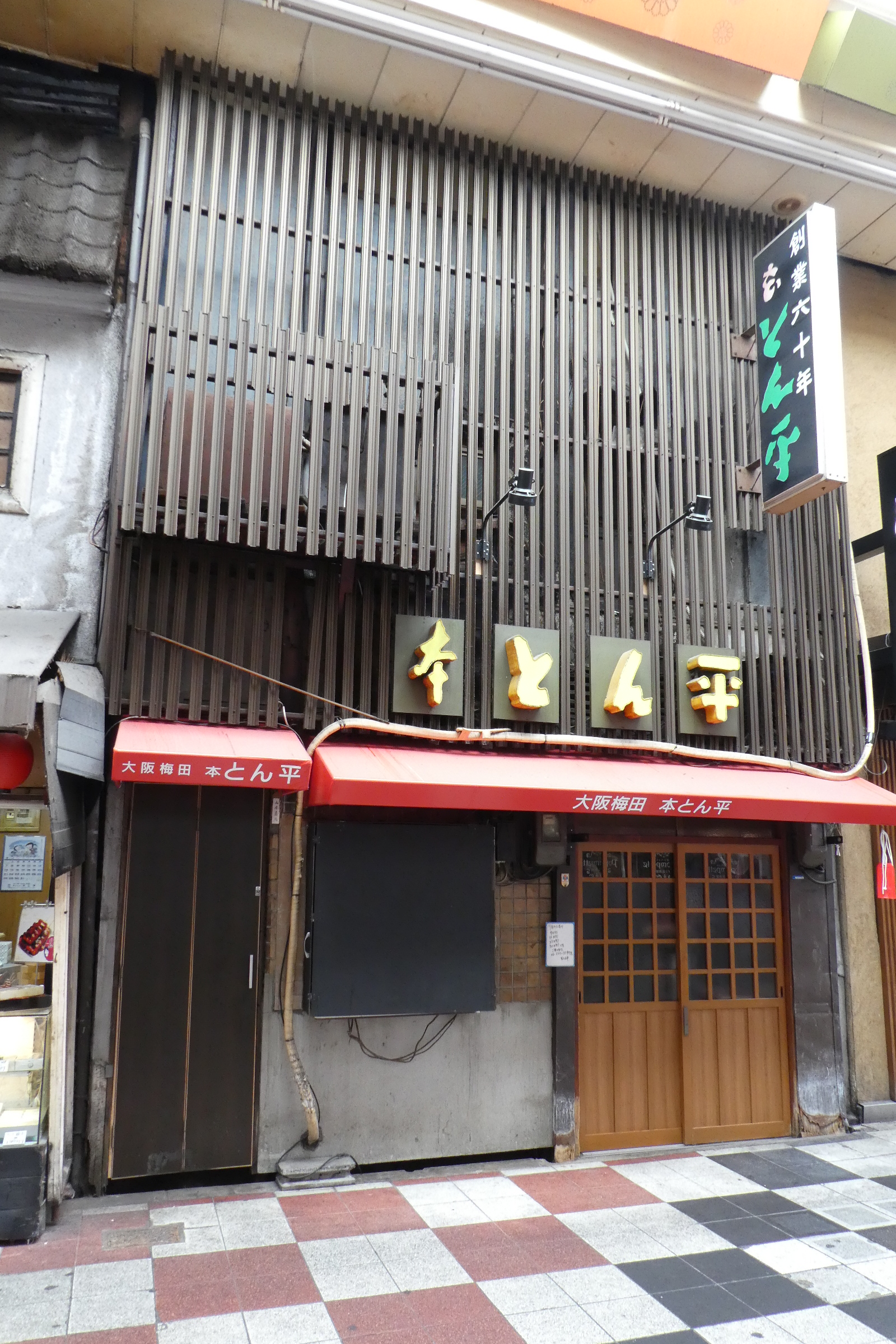
本とん平（大阪市北区）

とん平焼き・豚平焼（とんぺいやき）は、鉄板焼きの一種。ロシア料理の影響を受け、日本の大阪市で生まれた。関西地方のお好み焼き屋・居酒屋などに多く、「関西の定番料理」とされる。
鉄板の上で豚肉や溶いた鶏卵などを焼き、マヨネーズやソース等をかけて食べるもの。元来は小麦粉の生地を用いる「粉もん」であるが、製法は多様であり、小麦粉を用いずに卵で豚肉を包んで焼く例も多い。
名称の由来は豚（とん）を平たく焼いたものからとされる。

## 製法
様々な種類があり、具材や作り方は細やかに異なるが、代表的なのは鶏卵と豚バラ肉とで作ったものである。
発祥店とされる『本とん平』（大阪市北区。詳細は後述）では、熱した鉄板の上に小麦粉の生地をクレープのように薄く広げ、その上に厚い豚ロース肉を乗せて火を通し、横に広げた溶き卵に重ねる。さらにケチャップ、カラシ、マヨネーズ、専用ソースで味付けを行う。
わかば食品株式会社（岡山県倉敷市）は、製法として「生地を小判型に広げ、上に豚ロース肉、ソースをのせてひっくり返し、玉子の上にのせ、最後にソースとマヨネーズ、マスタードとケチャップを塗ります。」と紹介している。
他にも青のりと鰹節をかけるものや、千切りキャベツやネギを混ぜ合わせたものや、オムレツに似ているものなどもある。

## 発祥
とん平焼きの発祥とされる店舗は、大阪市・お初天神通りの『本とん平』である。
本とん平を創業したのは一組の夫婦であった。夫は第二次世界大戦後にソビエト連邦の捕虜となり、シベリアに抑留されていた。帰国後、当地でロシア人の食べていた料理を参考に「手早く作れて栄養の取れるように」と作ったという。その妻はアメリカ合衆国への移民の家に生まれ、養鶏業を営んでいたことから卵料理やマヨネーズ作りが得意であった。夫の作ったものを妻が調味したことでとん平焼きが完成したと伝えられている。
夫が参考にしたとされるロシア料理の名は伝わっておらず、夫婦の娘（二代目店主）も「当時のことを両親は話したがらなかった」と述べている。
2019年3月、大阪市内のロシア料理店『モスクワ　プリュス　シェミ』の一人の料理人は、とん平焼きを実食して「ロシア人の発想ではない。日本のものでしょう」と述べた一方、生地・具材の使い方や食感について、ロシアで広く食べられる料理『ブリヌイ』との類似点を指摘した。ブリヌイは小麦粉・卵・牛乳で作る生地を薄い円形に焼いたもので、具材は様々だが肉を使うこともあり、形状も様々で巻いたり畳んだりすることもあるため、これを参考にしたのではないかと同料理人は推測した。
一方、同時に日本コナモン協会長の熊谷真菜は、豚肉の脂の旨味を小麦粉で閉じ込める手法から西洋料理『ピカタ』を連想し、「豚肉のうまさに気付いていた大阪ならではのアイデア料理」と述べた。